# Stéphane Samson
Pour les articles homonymes, voir Samson (homonymie).
Stéphane Samson, né le 3 septembre 1975 à Bernay, est un footballeur français.
Joueur professionnel de 1995 à 2009 au poste d'attaquant ou de milieu de terrain, Stéphane Samson a disputé 86 matchs de première division du championnat de France, sous les couleurs du Havre AC (de 1995 à 1999) puis plus tard du SM Caen (de 2007 à 2008), après avoir passé huit ans en Ligue 2 avec Le Mans, Clermont et Caen.

## Biographie
Formé à La Neuve-Lyre puis au Havre AC, Stéphane Samson découvre la Division 1 avec le club doyen, où il dispute 70 matchs en quatre saisons.
Souhaitant obtenir une place de titulaire, il part au Mans UC, en Division 2, où il devient une valeur sûre du championnat. En 2002, il part pour le Clermont Foot, où il joue notamment au milieu de terrain.
En 2005, le Stade Malherbe Caen, tout juste relégué en Ligue 2, fait appel à lui et à Lilian Compan pour reconstruire une attaque décimée par les départs de Sébastien Mazure et Cyrille Watier. Après deux saisons remarquables, conclues sur une montée en Ligue 1 en 2007, il perd sa place et joue peu. 
Il rejoint le Stade de Reims en juin 2008, pour un an. Malheureusement, il se blesse rapidement et à plusieurs reprises, de sorte qu'il ne dispute que cinq rencontres dans la saison. Le club est relégué en National en fin de saison et son contrat n'est pas reconduit.
Lors de l'intersaison 2009, il participe au stage de l'UNFP destiné aux joueurs sans contrat.
Après six mois sans club, il signe en janvier 2010 avec le Club municipal sportif d'Oissel, en CFA 2. En 2012, il rejoint le CO Saint-Saturnin Arche (COSSA), promu en DH du Maine. À deux reprises, en fin de saison 2012-2013 et les six derniers mois de la saison 2013-2014, il fut nommé entraîneur par intérim du COSSA.

## Statistiques
- 1995-1999 :  Le Havre AC (Ligue 1, 69 matchs, 9 buts)
- 1999-2002 :  Le Mans UC (Ligue 2, 96 matchs, 34 buts)
- 2002-2005 :  Clermont Foot (Ligue 2, 84 matchs, 17 buts)
- 2005-2007 :  SM Caen (Ligue 2, 61 matchs, 22 buts)
- 2007-2008 :  SM Caen (Ligue 1, 8 matchs, 1 buts)
- 2008-2009 :  Stade de Reims (Ligue 2, 4 matchs)

## Palmarès
- Vice-champion de France de Ligue 2 en 2007 avec Caen